# Димюоний
Димюо́ний или истинный мюоний — экзотический атом, связанное состояние положительного и отрицательного мюонов μ+μ−. До сих пор димюоний не наблюдался экспериментально, хотя планируется ряд экспериментов по его наблюдению и изучению свойств, в том числе на коллайдерах. Расчётное время жизни составляет, в зависимости от взаимной ориентации спинов мюонов, 0.8 и 1.6 пс, для пара- и орто-димюония, соответственно.

## Название
Не следует путать с мюонием. Исторически сложилось так, что мюонием называют экзотический атом состоящий из мюона и электрона. Поэтому систему двух мюонов пришлось называть по-другому: димюоний или истинный мюоний.

## Эксперименты по поиску димюония
Существует несколько проектов экспериментов по поиску димюония. Один из них предложен в Институте ядерной физики имени Г. И. Будкера СО РАН эксперимент μμ-тро́н («Мюмютро́н»), разработка которого ведется с 2017 года. В эксперименте предполагается создание специального электрон-позитронного коллайдера на низкие энергии, который позволит наблюдать рождение димюония в столкновениях пучков электронов и позитронов с углом пересечения 75° с энергиями 408 МэВ. Таким образом, инвариантная масса сталкивающихся частиц будет равна удвоенной массе мюона (mμ=105.658 МэВ). Для регистрации димюония (в канале распада в пару электрон-позитрон) предполагается создание специализированного детектора. Помимо собственно регистрации димюония планируется выделение различных его состояний и измерение их времен жизни. Помимо экспериментов в области физики элементарных частиц создаваемый в рамках эксперимента коллайдер также представляет интерес с точки зрения отработки ускорительных технологий для планируемой в ИЯФ СО РАН Супер чарм-тау фабрики. Эксперимент был предложен в 2017 году сотрудниками ИЯФ СО РАН Е. Б. Левичевым, А. И. Мильштейном и В. П. Дружининым.